# يو إف سي 41
يو إف سي 41: انقضاض (بالإنجليزية: UFC 41: Onslaught)‏ هو حدث لفنون القتال المختلطة نظمته يو إف سي، أُقيم في 28 فبراير 2003، على قاعة بوردووك في أتلانتيك سيتي، نيوجيرسي، الولايات المتحدة.